# Contrabatería
Aunque en rigor todas las baterías de ataque son de hecho contrabaterías, se reserva este nombre para aquellas que, descubriendo ya en el tercer periodo del sitio, las escarpas del recinto tiran a contrarrestar y desmontar la artillería sitiada, por oposición a las baterías de brecha, que, desentendiéndose de ella, tienen por exclusivo objeto destruir o aportillar los revestimientos.
Por regla general, la artillería en campo raso no debe tirar contra la enemiga pero en los sitios de plaza, que, según la expresión de Napoleón I son combates de artillería, la sitiadora lucha a brazo partido con la sitiada.